# Slide (guitarra)

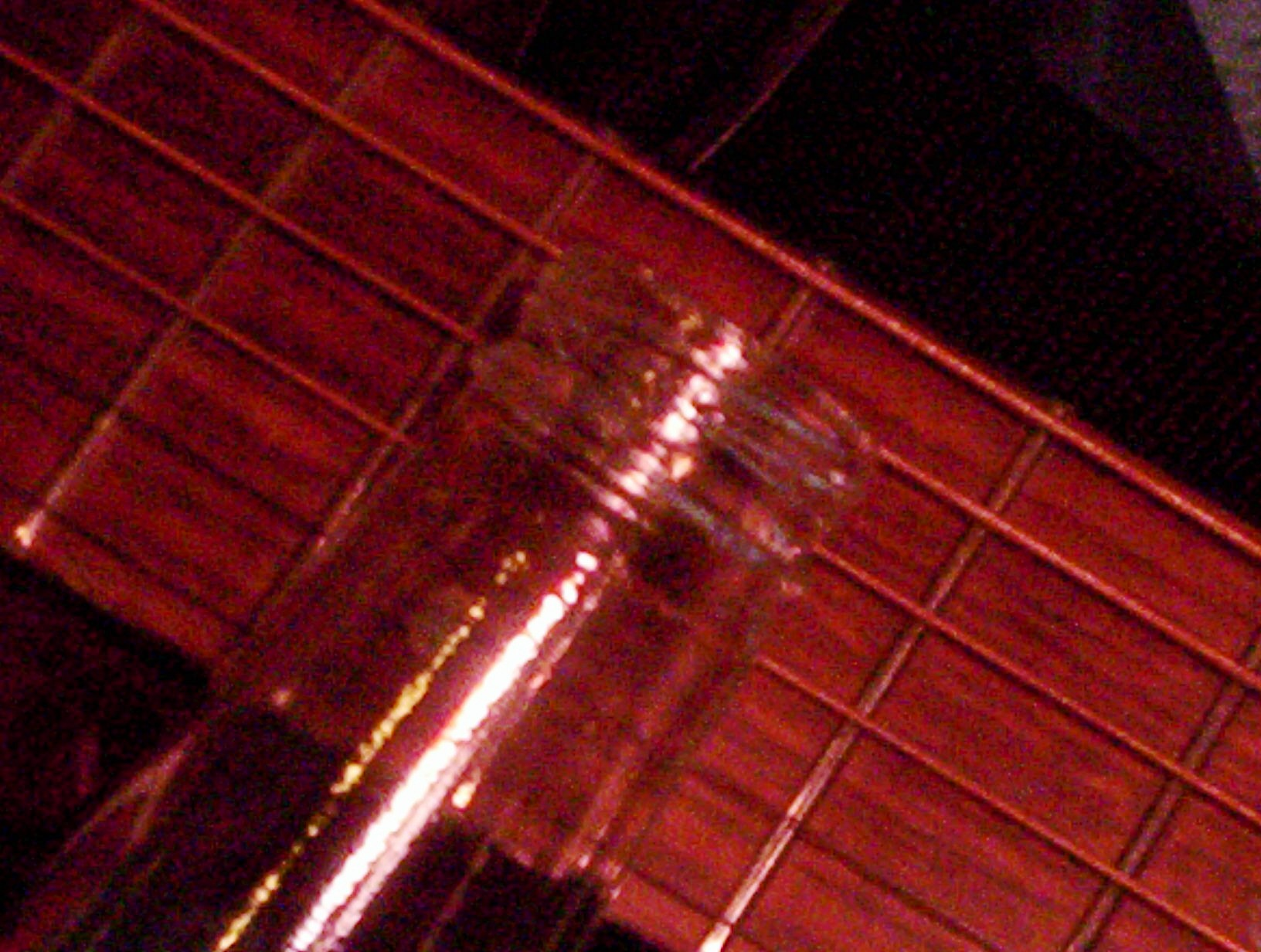
Un cuello de botella en una guitarra acústica.

El slide o bottleneck es una técnica de guitarra en la cual se toca una nota, y luego se desliza el dedo a otro traste, arriba o abajo del diapasón. Esta técnica es utilizada para producir sonidos evocativos, llorosos, melancólicos o chillones. El término slide se utiliza en referencia al gesto de deslizamiento sobre las cuerdas, mientras que bottleneck se refiere al material original utilizado en dichos deslices, que era el cuello de botellas de vidrio.
Los músicos hawaianos, de country o de blues, deslizan por las cuerdas un tubo de metal, que puede observarse en el dedo de algunos guitarristas cuando tocan, aunque primitivamente se usaban anillos, navajas o incluso el cuello de una botella. Esta técnica es usual en las steel guitars.

## Descripción
Alternativamente, el guitarrista puede acentuar una nota realizando un pequeño slide en un traste indeterminado. Esto se llama deslizando la nota arriba. Un guitarrista puede también tocar una nota y, luego de dejarla sonar por un tiempo, deslizarla arriba o abajo. Generalmente, se la suele deslizar abajo del diapasón, hasta el cabezal. Esto se llama 'deslizando la nota abajo'. 

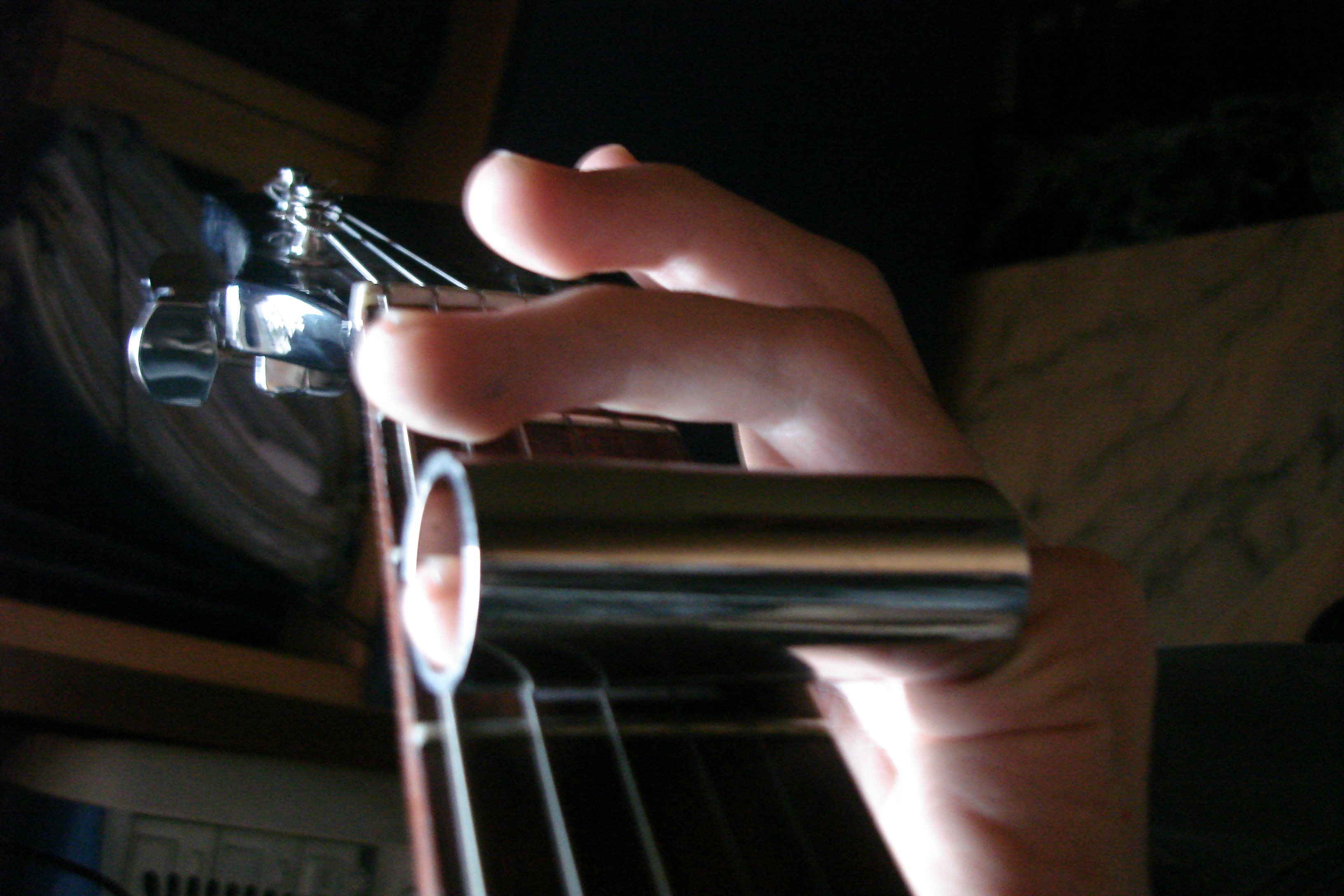
Slide metálico siendo usado en una guitarra eléctrica.

Un guitarrista también puede combinar deslizando arriba y abajo mientras toca una nota, aunque esto es poco común.
Para tocar con esta técnica suele usarse afinaciones abiertas en lugar de la afinación estándar, influencia del estilo hawaiano denominado slack key. En una afinación abierta, las cuerdas se afinan para que suene un acorde de base al tocar las cuerdas al aire. Al desplazar el slide a lo largo del mástil se obtienen los distintos acordes a partir del acorde de base. Las afinaciones más comunes suelen ser en Re (Open D) formado por las notas D-A-d-f#-a-d en notación americana, en Mi (Open E) con las notas E-B-e-g#-b-e y en Sol (Open G) formado por D-G-d-g-b-d. En las ocasiones que se emplea una afinación estándar se suele reservar el uso del slide en las dos cuerdas más finas.

## Tipos de slides comerciales
Existen en el mercado principalmente cuatro tipos de slides:
- Metálicos
- Cerámicos
- De cristal (su sonido se caracteriza por una mayor presencia de los armónicos)
- Híbridos (no son tubos propiamente dichos sino finas varillas con un anillo en su extremo, de este modo se pueden usar como slide cuando sea necesario y no dificultar la ejecución de acordes, etc. al apartarlos fácilmente)

## Cambios técnicos
Los principales cambios técnicos de tocar la guitarra slide:
- Entonación
- Silenciar cuerdas no deseadas.

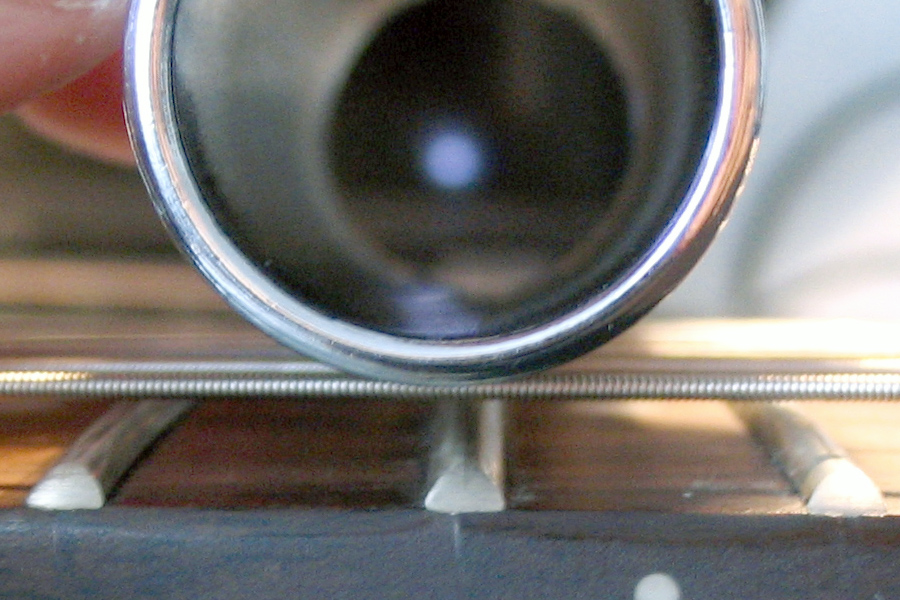
Posición correcta del cuello de botella. No hay contacto entre las cuerdas y el diapasón, consiguiendo de esta manera un sonido metálico. Silenciar las cuerdas con los dedos entre el cuello de botella y el mástil de la guitarra ayuda a producir un sonido más limpio.
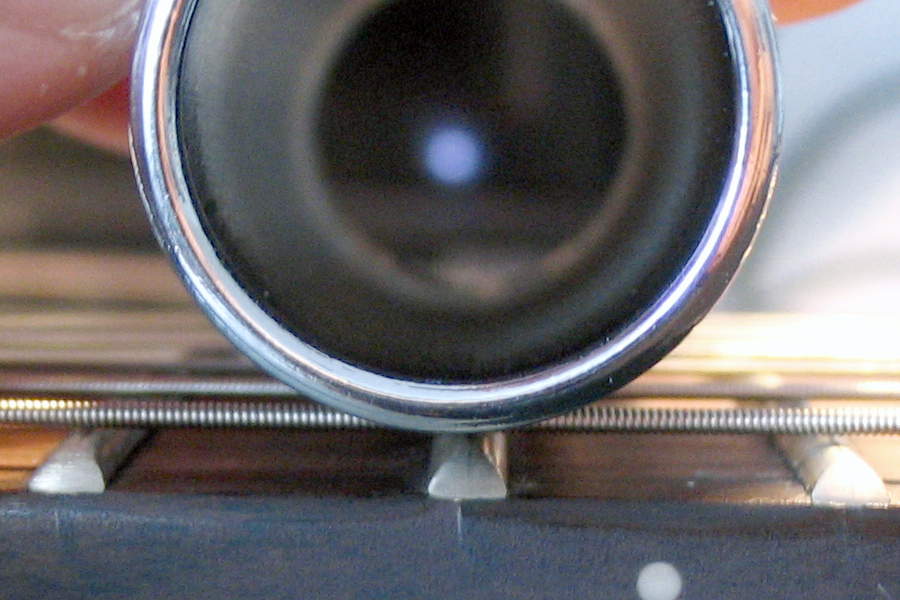
Posición incorrecta del cuello de botella. Aplicar demasiada presión producirá un contacto entre las cuerdas, el diapasón y el cuello de botella. Esto producirá un zumbido no deseado.

## Evolución
Ry Cooder ha puesto de moda la guitarra tocada con slide en sus trabajos para bandas sonoras de diversas películas en las que evoca soledad, tensión o grandes espacios. Como desarrollo sofisticado de esta modalidad instrumental nace el steel guitar, que permite variar las afinaciones mediante pedales y se utiliza especialmente en la música country.
Algunos guitarristas famosos por esta técnica son: Billy Gibbons de ZZ Top, Robby Krieger de The Doors, Duane Allman, Derek Trucks, y Warren Haynes de The Allman Brothers Band, Brian Jones de Rolling Stones,George Thorogood, Lowell George -uno de los guitarristas slide con una técnica más personal y original- de Little Feat, Peter Hayes de Black Rebel Motorcycle Club, David Gilmour de Pink Floyd, Jimmy Page de Led Zeppelin, Bonnie Raitt, Chris Rea, Jack White, Kirk Hammett de Metallica, Joe Walsh de The Eagles, Mike McCready de Pearl Jam, Hitori Gotō de Kessoku Band y James Gang o el pionero de la música Blues Robert Johnson y Elmore James
Otro gran guitarrista que utilizó y le sacó mucho sonido a esta técnica fue George Harrison tanto a finales de la banda The Beatles como durante su carrera solista; donde lo perfeccionó y se convirtió según Eric Clapton y Jeff Lynne en el mejor guitarra slide de todos los tiempos.